# Якушевская (Хозьминское сельское поселение)
Якушевская — опустевшая деревня в Вельском районе Архангельской области. Входит в состав   Муниципального образования «Хозьминское».

## География
Деревня расположена в южной части Архангельской области, в таёжной зоне, в пределах северной части Русской равнины, в 44 километрах на северо-запад от города Вельска, на правом берегу реки Семженьга притока Вели. Ближайшие населённые пункты: на юге нежилые деревни Дымковская 1-я и Быковская.
Часовой пояс
Якушевская, как и вся Архангельская область, находится в часовой зоне МСК (московское время). Смещение применяемого времени относительно UTC составляет +3:00.

## Население
| 2002 | 2010 | 2012 | 2014 |
| ---- | ---- | ---- | ---- |
| 0    | →0   | →0   | →0   |

## История
Указана в «Списке населённых мест по сведениям 1859 года» в составе Вельского уезда(1-го стана) Вологодской губернии под номером «2232» как «Якушевское(Заручей)». Насчитывала 10 дворов, 36 жителей мужского пола и 39 женского.
В материалах оценочно-статистического исследования земель Вельского уезда упомянуто, что в 1900 году в административном отношении деревня входила в состав Хозьминского сельского общества Есютинской волости. На момент переписи в селении Якушевское, (Заручьевское, Есютинская 3-я) находилось 19 хозяйств, в которых проживало 62 жителя мужского пола и 61 женского.